# Бондаревський Григорій Львович
Григорій Левович Бондаревський (рос. Григорий Львович Бондаревский; 25 січня 1920, Одеса — 7 серпня 2003, Москва) — радянський і російський сходознавець. Доктор історичних наук (1965), професор (1966), академік Академії соціальних наук, Міжнародної академії інформатизації. Почесний академік Російської академії природничих наук.

## Біографія
Онук купця II гільдії, кондитера Л. А. Крахмальникова. Мати — Крахмальникова Софія Львівна (1895-1973).
Закінчив історичний факультет МДУ (1940), потім навчався в аспірантурі МДУ (1941). У 1941-1942 роках — декан історичного факультету Педагогічного інституту ім. Т. Шевченка в м. Сталінабаді. У 1942-1945 роках служив у РСЧА, політрук.
У 1945-1951 роках — начальник Політвідділу НКЗС Узбекистану. Одночасно в 1947-1956 роках — завідувач кафедри історії Сходу і з 1951 року — декан східного факультету Середньоазіатського державного університету.
З 1956 року в Москві, завідував відділом міжнародних проблем Інституту сходознавства (Інституту народів Азії) АН СРСР. 1965 року захистив докторську дисертацію «Боротьба за Перську затоку, Аравійський півострів і Червоне море на рубежі XIX-XX ст.». З 1976 року — завідувач сектору соціології міжнародних відносин, радник Інституту соціології, Інституту соціально-політичних досліджень (ІСПД) РАН. У 1976-1984 роках — професор Дипломатичної академії МЗС СРСР.
Був членом Антисіоністського комітету радянської громадськості.
Був убитий 7 серпня 2003 року в Москві. Обвинувачений у злочині згодом був виправданий судом присяжних.

## Науковий доробок
Автор 27 монографій і понад 300 статей, опублікованих у російській, а також пресі інших країн.
- Багдадська дорога і проникнення німецького імперіалізму на Близький Схід (1888-1903). — Ташкент, 1955.
- Англійська політика і міжнародні відносини в басейні Перської затоки (кін. XIX — поч. XX ст.). — М., 1968.
- Особливості боротьби за панування в Індійському океані та Перській затоці в 19-20 ст. — М., 1985.

## Визнання й нагороди
- Запрошений професор Даремського університету.
- Заслужений діяч науки РРФСР (1982), почесний доктор Мірутського університету (Індія), лауреат Міжнародної премії ім. Джавагарлала Неру.
- Кавалер індійського ордена «Падма Шрі».